# Fockea edulis
Fockea edulis, conocida cumúnmente como bergbaroe o kambroo (en afrikáans), es una especie de matorral suculento nativo de África, perteneciente al género Fockea, dentro de la familia Apocynaceae. Esta planta es nativa del sur de África, distribuyéndose concretamente desde el suroeste y el sur de la provincia del Cabo hasta KwaZulu-Natal (Sudáfrica).

## Descripción

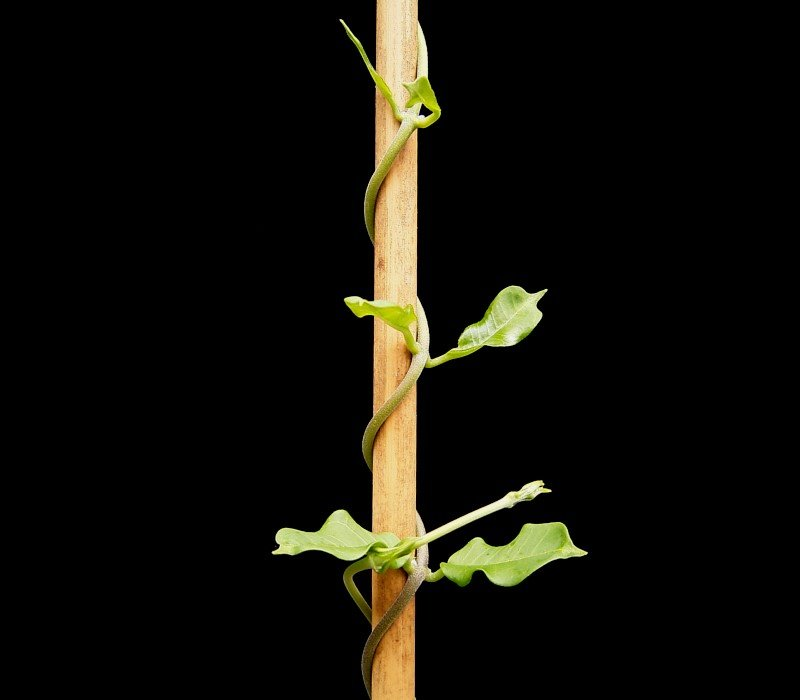
Tallos trepadores

Fockea edulis es una planta semi-caducifolia perenne caudiciforme, con raíces grises gruesas y retorcidas. En estado silvestre, el cáudice está parcial o totalmente enterrado, alcanzando hasta 60 cm de diámetro. Las ramas son delgadas, pueden alcanzar una longitud de hasta 4 m y son capaces de trepar sobre cualquier tipo de soporte disponible. Las hojas son verdes, enteras y oblongas.

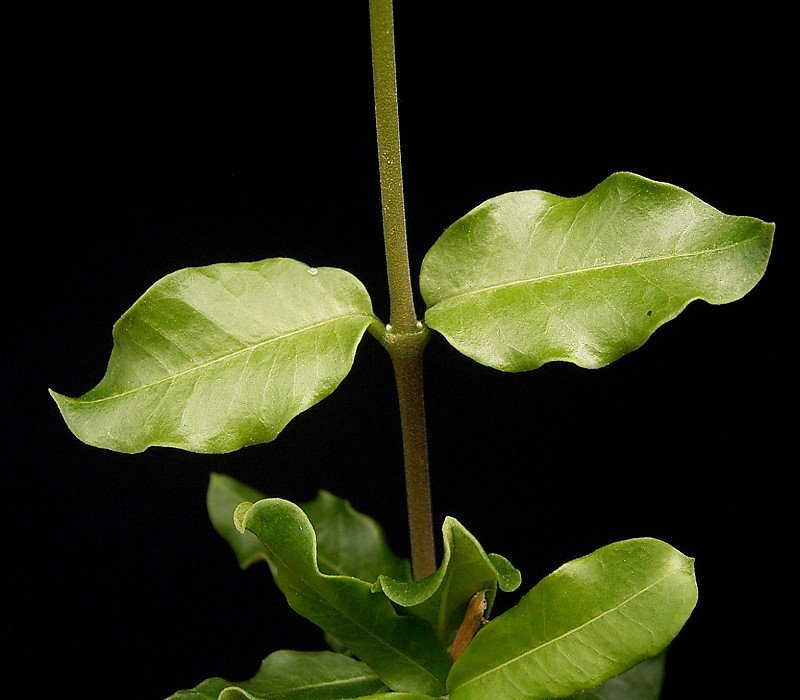
Detalle de las hojas

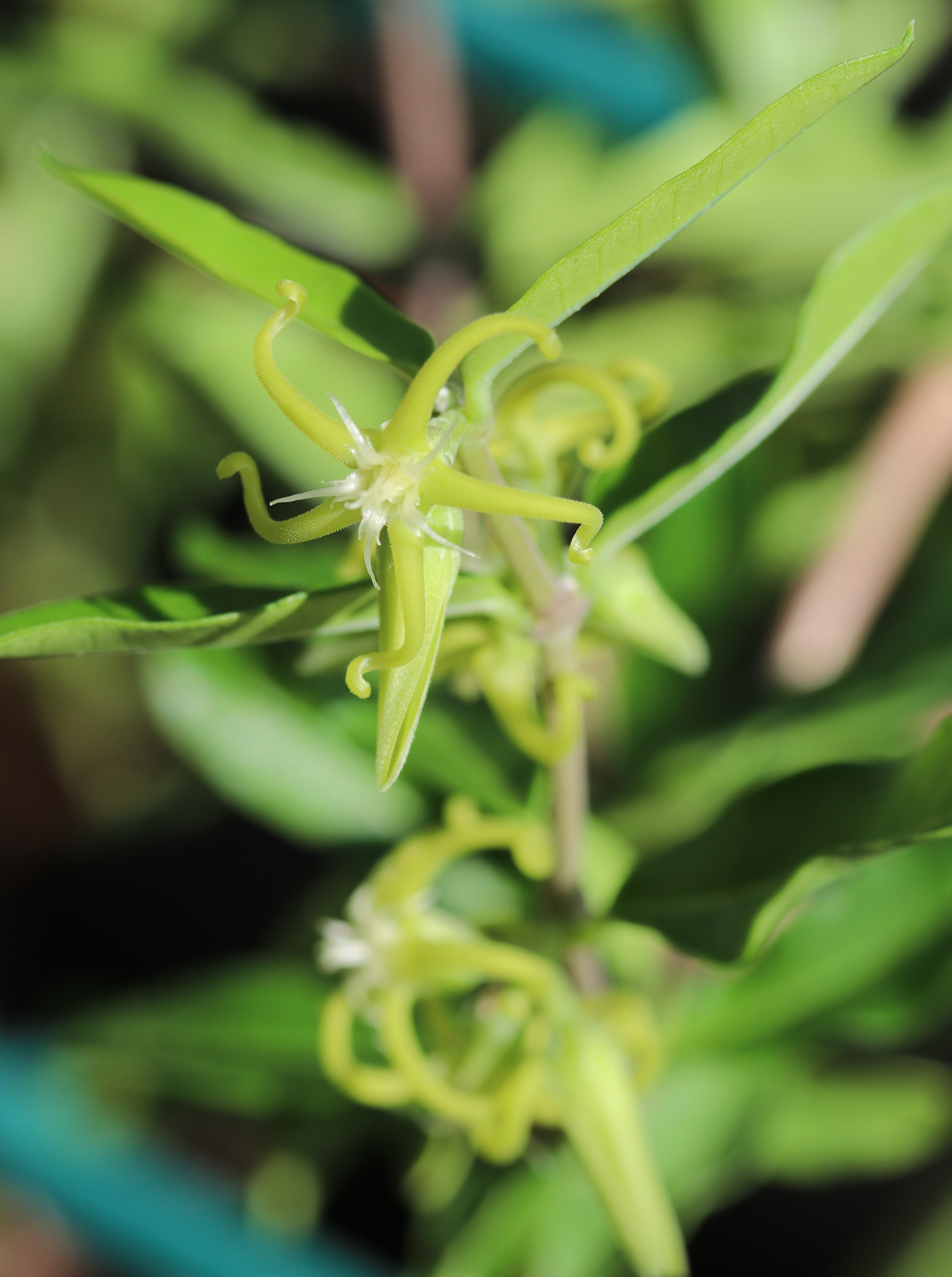
Detalle de la flor

Las fockeas son dioicas, es decir, existen plantas masculinas y femeninas, por lo que son necesarias ambas para producir semillas. Las flores son de color verde-blancuzcas, no muy vistosas y ligeramente perfumadas. Son pequeñas, de 0,6 a 1,5 cm de longitud, parecidas a Mesembryanthemum y están rodeadas por un cáliz grueso parecido a una araña. Las flores son polinizadas por moscas de la fruta. La planta produce vainas verde-grisáceas, en cuyo interior se encuentran las semillas.

## Distribución y hábitat
El área de distribución nativa de esta especie abarca desde el suroeste y el sur de la provincia del Cabo hasta KwaZulu-Natal (Sudáfrica) y crece principalmente en el bioma subtropical, en áreas cálidas y secas, sabanas secas y pendientes rocosas.

## Taxonomía
La primera descripción de esta especie fue como Pergularia edulis, publicada en 1794 por el naturalista sueco Carl Peter Thunberg en el libro Prodromus Plantarum Capensium: 38.
Más tarde, el botánico alemán Karl Moritz Schumann trasladó la especie al género Fockea, por lo que pasó a llamarse Fockea edulis. Registró estos cambios en Die Natürlichen Pflanzenfamilien Nachtr. 4 (2): 296, publicado en 1895.
Etimología
- Fockea: nombre genérico otorgado en honor al médico y naturalista alemán Gustav Woldemar Focke.
- edulis: epíteto específico que proviene del latín edulis, que significa ‘comestible’. Se utiliza en nomenclatura botánica para indicar que la planta o parte de la planta es apta para el consumo humano o animal.[4]

## Usos
Fockea edulis se cultiva principalmente como planta ornamental a partir de semillas, ya que la propagación vegetativa o por esquejes es difícil o imposible. Es fácil de cultivar y es resistente cuando se mantiene con humedad suficiente para evitar que el tubérculo se marchite. Aunque muestra una disminución de la actividad en el período de enero a abril, nunca entra en latencia completa y siempre mantiene algunas hojas. Las plantas no pueden tolerar más que heladas ligeras ocasionales con temperaturas que bajan hasta −2 °C.
Otro nombre común que se le suele dar es el de pan de los hotentotes, debido al sabor lechoso ligeramente dulce de la raíz comestible que a veces es recolectada por las comunidades de la región. Se dice que el látex de esta planta puede ser venenoso.